# أليس (نبات)
الأليس أو الألوس الآلوسن (من اليونانية: άλυσσον آلُسُّنْ، من آ بدون ولُسَّا الجنون، ذلك أنه كان يُعتقد أنه يبرئ الكَلَب) أو الدريهمة  أو حشيشة السُّلحفاة أو حشيشة اللجأة (الاسم العلمي: Alyssum) هو جنس نباتي يتبع الفصيلة الكرنبية من رتبة الكرنبيات. يضم 207 أنواع مقبولة و172 نوعا لم يحسم أمرها بعد. ينمو كثير منها في الوطن العربي (وخاصة في المشرق والمغرب) وحوض البحر الأبيض المتوسط. بعض نباتاتها حولية وبعضها معمرة.

## من أنواعهالواطنةفي الوطن العربي
1. الأليس أصفر الثمار (باللاتينية: Alyssum xanthocarpum) في بلاد الشام
2. الأليس الأطلسي (باللاتينية: Alyssum atlanticum) في المغرب العربي
3. أليس الأطلس الصحراوي (باللاتينية: Alyssum antiatlanticum) في المغرب العربي
4. الأليس الإيراني (باللاتينية: Alyssum iranicum) في بلاد الشام
5. أليس بلانش (باللاتينية: Alyssum blancheanum) في بلاد الشام
6. الأليس الصحراوي (باللاتينية: Alyssum desertorum) أو تركستاني (باللاتينية: Alyssum turkestanicum) في بلاد الشام
7. الأليس الجداري (باللاتينية: Alyssum murale) في المشرق العربي
8. الأليس الجزائري (باللاتينية: Alyssum algeriense) في المغرب العربي
9. الأليس الدقيق (باللاتينية: Alyssum minutum) في بلاد الشام وقبرص وتركيا وبعض مناطق أوروبا
10. الأليس الدمشقي (باللاتينية: Alyssum damascenum) في المشرق العربي
11. الأليس الذهبي (باللاتينية: Alyssum aureum) في المشرق العربي
12. أليس زوفيتس (باللاتينية: Alyssum szovitsianum) في بلاد الشام
13. أليس ستاف (باللاتينية: Alyssum stapfii) في بلاد الشام
14. الأليس السوري (باللاتينية: Alyssum syriacum) في بلاد الشام
15. الأليس الشائك (باللاتينية: Alyssum subspinosum) في بلاد الشام
16. الأليس صوفي الثمار (باللاتينية: Alyssum dasycarpum) في المشرق العربي
17. الأليس الغرناطي (باللاتينية: Alyssum algeriense) في المغرب العربي وأيبيريا[ ؟ ]
18. الأليس الكبريتي (باللاتينية: Alyssum sulphureum) في بلاد الشام
19. الأليس كتاني الأوراق (باللاتينية: Alyssum linifolium) في بلاد الشام
20. الأليس الكثيف (باللاتينية: Alyssum condensatum) في المشرق العربي
21. الأليس اللبناني (باللاتينية: Alyssum libanoticum) في بلاد الشام
22. الأليس المروحي (باللاتينية: Alyssum samariferum) في بلاد الشام
23. أليس مسطح الثمار (باللاتينية: Alyssum homalocarpum) في بلاد الشام
24. الأليس المعوج (باللاتينية: Alyssum tortuosum) ويتبعه:
الأليس المعوج نويع المعوج (باللاتينية: Alyssum tortuosum Willd. subsp. tortuosum)
25. الأليس المنقبض (باللاتينية: Alyssum strictum) في بلاد الشام
26. الأليس المنيوكسي (باللاتينية: Alyssum meniocoides) في بلاد الشام وإيران
27. الأليس الهامشي (باللاتينية: Alyssum marginatum) في المشرق العربي
28. أليس هراجيان (باللاتينية: Alyssum haradjianii) في بلاد الشام
29. الأليس الهزيل (باللاتينية: Alyssum strigosum) في بلاد الشام وقبرص وبعض مناطق جنوب أوروبا

## من أنواعه الأخرى
1. أليس أرجواني (باللاتينية: Alyssum purpureum) في إسبانيا
2. أليس ألبي (باللاتينية: Alyssum alpestre) في بعض مناطق جنوب أوروبا
3. أليس أناضولي (باللاتينية: Alyssum anatolicum) في تركيا
4. أليس برانسي (باللاتينية: Alyssum pyrenaicum)
5. أليس برتقالي (باللاتينية: Alyssum anatolicum) في تركيا
6. أليس بورنمويلر (باللاتينية: Alyssum bornmuelleri) في تركيا
7. أليس جبلي (باللاتينية: Alyssum montanum) في معظم مناطق أوروبا
8. الأليس رقيق الأوراق (باللاتينية: Alyssum tenuifolium)
9. أليس زاحف (باللاتينية: Alyssum repens) في تركيا والبلقان
10. الأليس الصقلي (باللاتينية: Alyssum siculum) في اليونان وصقلية
11. الأليس الضعيف (باللاتينية: Alyssum fragillimum) في كريت
12. أليس فضي (باللاتينية: Alyssum argenteum) في إيطاليا
13. الأليس كبير الثمار (باللاتينية: Alyssum macrocarpum) في إسبانيا وفرنسا
14. أليس كورسيكي (باللاتينية: Alyssum corsicum)
15. أليس مشعر (باللاتينية: Alyssum hirsutum) في البلقان والقوقاز
16. الأليس المظلي (باللاتينية: Alyssum umbellatum) في البلقان
17. الأليس المنتشر (باللاتينية: Alyssum diffusum) في بعض مناطق جنوب أوروبا
18. أليس منقاري (باللاتينية: Alyssum rostratum) في شرق أوروبا وشمال القوقاز

## أنواع وضعت ضمن أجناس أخرى
1. أليس بحري (باللاتينية: Alyssum maritimum) نقل إلى خرم الإبرة البحري (باللاتينية: Lobularia maritima)